# Жищево (Славенський повіт)
Жищево (пол. Rzyszczewo) — село в Польщі, у гміні Славно Славенського повіту Західнопоморського воєводства.
Населення — 406 осіб (2011).
У 1975-1998 роках село належало до Слупського воєводства.

## Демографія
Демографічна структура станом на 31 березня 2011 року:
|          | Загалом | Допрацездатний вік | Працездатний вік | Постпрацездатний вік |
| -------- | ------- | ------------------ | ---------------- | -------------------- |
| Чоловіки | 214     | 45                 | 153              | 16                   |
| Жінки    | 192     | 47                 | 107              | 38                   |
| Разом    | 406     | 92                 | 260              | 54                   |